# Ghiacciaio Panega
Il ghiacciaio Panega (Lednik Panega \'led-nik 'pa-ne-ga\) è situato nella Penisola Varna dell'isola Livingston nelle isole Shetland Meridionali, Antartide e percorre i pendii sudorientali delle montagne Vidin fino alla Moon Bay, tra il nunatak Helis e colle Perperek, di fronte all'isola Half Moon.
Il ghiacciaio si estende per 3,7 km in direzione sudest-nordovest e 3 km in direzione sudovest-nordest. Prende il nome dal fiume Zlatna Panega della Bulgaria settentrionale.

## Mappe
- L.L. Ivanov et al. Antarctica: Livingston Island and Greenwich Island, South Shetland Islands. Scale 1:100000 topographic map. Sofia: Antarctic Place-names Commission of Bulgaria, 2005.
- L.L. Ivanov. Antarctica: Livingston Island and Greenwich, Robert, Snow and Smith Islands. Scale 1:120000 topographic map.  Troyan: Manfred Wörner Foundation, 2009.  ISBN 978-954-92032-6-4